# James Anderson (cestista)
James Lee Anderson (Junction City, 25 marzo 1989) è un cestista statunitense.

## Carriera
È stato selezionato dai San Antonio Spurs al primo giro del Draft NBA 2010 (20ª scelta assoluta).

## Statistiche

### College
| Anno      | Squadra     | PG  | PT | MP   | TC%  | 3P%  | TL%  | RP  | AP  | PRP | SP  | PP   |
| --------- | ----------- | --- | -- | ---- | ---- | ---- | ---- | --- | --- | --- | --- | ---- |
| 2007-2008 | OSU Cowboys | 33  | 31 | 30,9 | 43,5 | 37,9 | 71,4 | 3,7 | 1,1 | 0,8 | 0,5 | 13,3 |
| 2008-2009 | OSU Cowboys | 35  | 35 | 33,5 | 48,2 | 40,8 | 82,9 | 5,7 | 1,4 | 1,1 | 0,7 | 18,2 |
| 2009-2010 | OSU Cowboys | 33  | 33 | 34,1 | 45,7 | 34,1 | 81,0 | 5,8 | 2,4 | 1,4 | 0,6 | 22,3 |
| Carriera  | Carriera    | 101 | 99 | 32,8 | 46,0 | 37,5 | 79,7 | 5,1 | 1,6 | 1,1 | 0,6 | 17,9 |

### NBA

#### Regular Season
| Anno      | Squadra            | PG  | PT | MP   | TC%  | 3P%  | TL%  | RP  | AP  | PRP | SP  | PP   |
| --------- | ------------------ | --- | -- | ---- | ---- | ---- | ---- | --- | --- | --- | --- | ---- |
| 2010-2011 | San Antonio Spurs  | 26  | 2  | 11,0 | 38,3 | 39,1 | 77,8 | 0,9 | 0,7 | 0,1 | 0,2 | 3,6  |
| 2011-2012 | San Antonio Spurs  | 51  | 2  | 11,8 | 37,9 | 27,9 | 75,0 | 1,5 | 0,8 | 0,2 | 0,0 | 3,7  |
| 2012-2013 | San Antonio Spurs  | 10  | 0  | 9,4  | 44,0 | 45,5 | 77,8 | 1,4 | 0,9 | 0,3 | 0,2 | 3,4  |
| 2012-2013 | Houston Rockets    | 29  | 2  | 10,6 | 40,6 | 32,7 | 89,5 | 2,0 | 1,1 | 0,4 | 0,1 | 4,0  |
| 2013-2014 | Philadelphia 76ers | 80  | 62 | 28,9 | 43,1 | 32,8 | 72,6 | 3,8 | 1,9 | 0,9 | 0,4 | 10,1 |
| 2015-2016 | Sacramento Kings   | 51  | 15 | 14,1 | 37,6 | 26,7 | 75,9 | 1,7 | 0,8 | 0,4 | 0,3 | 3,5  |
| Carriera  | Carriera           | 247 | 83 | 17,5 | 41,1 | 32,1 | 75,5 | 2,3 | 1,2 | 0,5 | 0,2 | 5,8  |

#### Playoffs
| Anno     | Squadra           | PG | PT | MP  | TC%  | 3P%  | TL%  | RP  | AP  | PRP | SP  | PP  |
| -------- | ----------------- | -- | -- | --- | ---- | ---- | ---- | --- | --- | --- | --- | --- |
| 2012     | San Antonio Spurs | 8  | 0  | 3,9 | 44,4 | 50,0 | 50,0 | 0,6 | 0,4 | 0,1 | 0,0 | 1,4 |
| 2013     | Houston Rockets   | 2  | 0  | 9,0 | 20,0 | 0,0  | -    | 2,0 | 0,0 | 0,0 | 0,0 | 1,0 |
| Carriera | Carriera          | 10 | 0  | 4,9 | 35,7 | 28,6 | 50,0 | 0,9 | 0,3 | 0,1 | 0,0 | 1,3 |

### Eurolega
| Anno       | Squadra         | PG  | PT  | MP   | TC%  | 3P%  | TL%  | RP  | AP  | PRP | SP  | PP   |
| ---------- | --------------- | --- | --- | ---- | ---- | ---- | ---- | --- | --- | --- | --- | ---- |
| 2014-2015  | Žalgiris Kaunas | 24  | 24  | 28,4 | 39,6 | 32,9 | 78,5 | 5,1 | 2,5 | 0,9 | 0,5 | 14,5 |
| 2016-2017  | Darüşşafaka     | 34  | 20  | 22,5 | 40,7 | 34,6 | 67,3 | 3,6 | 1,3 | 0,6 | 0,4 | 9,2  |
| 2017-2018  | Chimki          | 31  | 29  | 21,8 | 45,5 | 34,5 | 87,5 | 2,8 | 1,3 | 0,6 | 0,3 | 9,2  |
| 2018-2019  | Anadolu Efes    | 37  | 20  | 14,8 | 43,2 | 42,7 | 82,8 | 2,0 | 0,7 | 0,2 | 0,1 | 4,8  |
| 2019-2020  | Anadolu Efes    | 28  | 16  | 14,3 | 42,9 | 31,8 | 75,0 | 3,2 | 0,3 | 0,3 | 0,1 | 3,5  |
| 2020-2021† | Anadolu Efes    | 41  | 17  | 15,1 | 50,0 | 45,1 | 71,4 | 2,8 | 0,8 | 0,4 | 0,1 | 4,2  |
| 2021-2022† | Anadolu Efes    | 28  | 13  | 13,6 | 51,6 | 45,5 | 90,9 | 2,8 | 0,5 | 0,5 | 0,1 | 3,1  |
| Carriera   | Carriera        | 223 | 139 | 18,3 | 43,2 | 36,4 | 77,2 | 3,1 | 1,0 | 0,5 | 0,2 | 6,6  |

## Palmarès

### Club

#### Competizioni nazionali
- Campionato lituano: 1

Žalgiris Kaunas: 2014-15
- Coppa di Lituania: 1

Žalgiris Kaunas: 2015
- Campionato turco: 2

Anadolu Efes: 2018-19, 2020-21
- Coppa di Turchia: 1

Anadolu Efes: 2022
- Coppa del Presidente: 2

Anadolu Efes: 2018, 2019

#### Competizioni internazionali
- Eurolega: 2

Anadolu Efes: 2020-21, 2021-22

### Individuale
- McDonald's All-American Game (2007)
- NCAA AP All-America Second Team (2010)